# Vaux-et-Chantegrue
 Vaux-et-Chantegrue  es una comuna y población de Francia, en la región de Franco Condado, departamento de Doubs, en el distrito de Pontarlier y cantón de Mouthe.
Su población en el censo de 1999 era de 503 habitantes.
Está integrada en la Communauté de communes du Plateau de Frasne et du Val de Drugeon.

## Demografía
| 452 | 441 | 394 | 410 | 490 | 503 |
| Para los censos de 1962 a 1999 la población legal corresponde a la población sin duplicidades (Fuente: INSEE [Consultar]) |     |     |     |     |     |